# 上美幌站

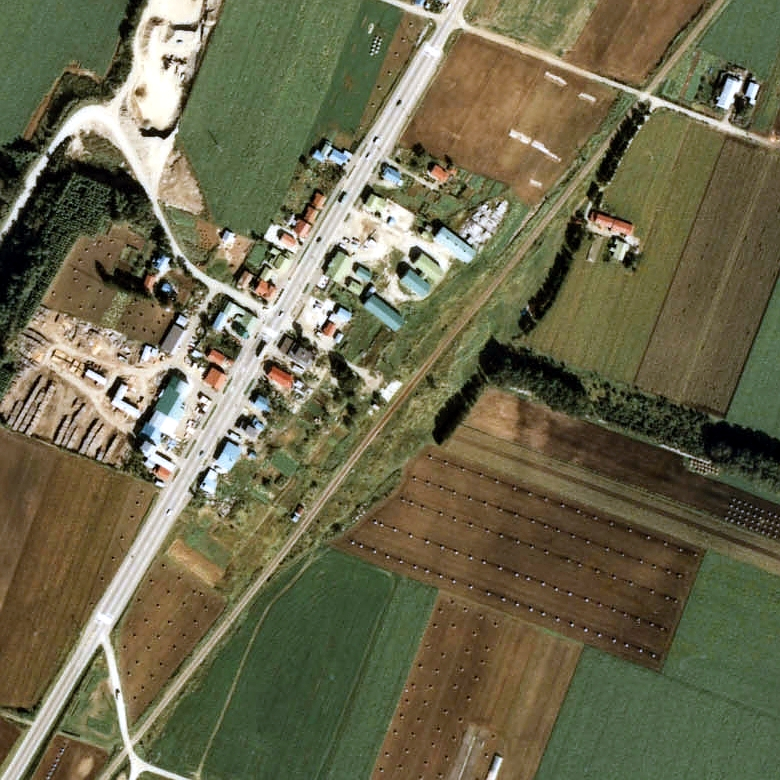
1977年的上美幌站與方圓約500米範圍。左下方為北見相生方向。

上美幌站（日语：／ Kami-Bihoro eki */?）是位於北海道網走郡美幌町字上町，日本國有鐵道（國鐵）的相生線車站（廢站）。隨著相生線廢線，車站在1985年（昭和60年）4月1日廢除。

## 歷史
- 1924年（大正13年）11月17日 - 鐵道省相生線美幌站至津別站之間開通，此站啟用。當時為一般車站。
- 1949年（昭和24年）6月1日 - 日本國有鐵道成立，成為日本國有鐵道車站。
- 1960年（昭和35年）
  - 4月1日 - 成為業務委託車站。
  - 9月15日 - 結束處理貨物。
- 1962年（昭和37年）9月1日 - 結束處理行李。同時成為無人車站。
- 1985年（昭和60年）4月1日 - 相生線全線廢除，此站也廢除。

## 車站構造
截至車站廢除前，車站是一座地面車站，設有1面1線的單式月台。月台位於路軌西邊（北見相生方向的列車會開啟右邊車門）。此站是無人車站，在有人車站時代還有車站大樓。

## 車站周邊
- 國道240號（日语：国道240号）
- 北海道道217號北見美幌線（日语：北海道道217号北見美幌線）
- 上美幌郵局
- 北海道北見巴士（日语：北海道北見バス）「上美幌」巴士站

## 現況
截至2001年（平成13年），車站遺址變成公園高爾夫球場。

## 相鄰車站
日本國有鐵道
相生線 
美幌－旭通臨時乘降場－上美幌－豐幌臨時乘降場－活汲

## 注腳
1. ↑  書籍《国鉄全線各駅停車1 北海道690駅》（小學館，1983年7月發行）159頁。
2. ↑  書籍《鉄道廃線跡を歩くVII》（JTB出版，2001年1月發行）42頁。